# 榎原依那
榎原 依那（えのはら いな、1997年10月16日 - ）は、日本のグラビアアイドル、タレント。大阪府泉南市出身。seju所属。

## 経歴
2023年末にInstagramを通じて事務所にスカウトされる。
その後、2024年2月29日に写真週刊誌『FRIDAY』（講談社）でグラビアアイドルとしてデビューした。これと同時期に発売された初のデジタル写真集『ファーストインパクト』（同社）は、同年上半期FRIDAYデジタル写真集の売り上げ1位を記録した。また、その2週間後には緊急アンコールとして『FRIDAY』に再登場した。
2024年6月には『FRIDAY』で初めて表紙を飾った。同年9月2日（1日深夜）には競馬番組『ウマの耳に実況』（フジテレビ）にゲストとしてテレビ初出演を果たしたが、競馬をまったく知らないにもかかわらずキタサンブラックらの映像に感情移入して号泣し、進行役の佐野瑞樹らから突っ込まれる一幕も見せた。
2024年10月23日には初の写真集『Inaism』（講談社）が発売された。同年10月27日には渋谷のSHIBUYA TSUTAYAにて開催された同写真集の発売記念イベントにドレス姿で登壇し、初の台湾ロケに際して背中を重点的に鍛えたことなどを明かしたうえ、同写真集の出来を「95点！ 残り5点は伸びしろで」と評した。11月18日には3刷目の重版が決定したことや、2刷以降の帯に榎原が大ファンだというお笑いタレントの森田哲矢（さらば青春の光）がコメントを寄せていることが報じられた。
2024年12月23日には、集英社のグラビア賞レース「グラジャパ！アワード2024」にて最優秀新人賞を受賞し、授賞式に登壇して感謝を述べた。
2025年2月6日、『FRIDAY』創刊40th記念企画「グラデミー賞」にてMVG（大賞）を受賞した。

## 人物
- 趣味は海外旅行、1人インタビュー、人間観察、ご飯をたらふく食べること、散歩しながら歌うこと[1]。
- 特技はダンス、韓国語日常会話、誰とでも話せること[1]。
- 自身はまったく覚えていないが母曰く、幼少期からテレビの歌番組を見て歌うなど、芸能界に漠然とした興味は持っていたという[16]。一方、自身で明かしたところによれば、学生当時はダンスのレッスンに通いながら学生生活を普通に楽しんでいたほか、前述のデビュー前は東京にてバックパッカーをしながら外国人のバックパッカーとルームシェアしていたという[16]。
- スリーサイズはカップ数共々明かしておらず、その理由について「透明感を売りにしている事務所のため」と語っている[17][18][注 2]。なお、これに先駆けて榎原がゲスト出演したウェブ配信番組『パーラーカチ盛り ABEMA店』（2024年10月25日配信分）では、Iカップと推定されている[19]。

## 出演

### テレビ番組
- ウマの耳に実況（2024年9月2日〈1日深夜〉、フジテレビ）[20]
- 週末はウマでしょ!（2024年10月1日〈9月30日深夜〉 - 5日〈4日深夜〉、10月25日、11月1日、12月6日・13日、2025年3月28日、5月23日・30日、7月18日・25日、フジテレビ）[20]
- 芸能人ハローワーク ウチの後輩、大丈夫ですか？（2024年12月30日〈29日深夜〉、テレビ朝日）[20]
- ハシアゲ（2025年1月19日・26日[21][22]、5月4日・11日[23][24]、6月29日[25]、7月6日[26]、TSKさんいん中央テレビ）
- ゴッドタン（2025年1月26日〈25日深夜〉、テレビ東京）[20]
- あのちゃんねる（2025年2月11日〈10日深夜〉、テレビ朝日）[20]
- 森香澄の全部嘘テレビ（2025年3月27日〈26日深夜〉[17][18]、5月29日〈28日深夜〉、テレビ朝日）[20]
- ミュージックブレイクーRecommend Tuneー（2025年4月2日〈1日深夜〉 - 12日〈11日深夜〉、テレビ東京）[20]
- 見取り図じゃん（2025年6月9日〈8日深夜〉・16日〈15日深夜〉、テレビ朝日）[20]
- ゼロからの麻雀／入門編（2025年6月28日、テレ朝チャンネル2）[27]
- 実話怪談倶楽部（2025年7月5日〈4日深夜〉、フジテレビONE）[28]
- 音ボケPOPS（2025年7月26日、TOKYO MX）[29]

### ウェブ配信
- 佐久間宣行のNOBROCK TV（2024年7月3日[30]、2025年8月6日[31]、YouTube）
- パーラーカチ盛り ABEMA店（2024年10月25日[19]、11月1日[32]、2025年7月25日[33]、ABEMA）
- チャンスの時間（2025年5月11日、ABEMA）[34]

### 音声配信
- 榎原依那の好きにしちゃイナ！（2024年11月4日 - 2025年3月31日、AuDee）[35]

### 広告
- タルイサザンビーチPRモデル（2025年）[5]

## 書籍

### 写真集
- Inaism（2024年10月23日、講談社、撮影：Takeo Dec.）ISBN 978-4065369852[11]

### デジタル写真集
- ファーストインパクト（2024年2月29日、講談社［FRIDAYデジタル写真集］、撮影：Takeo Dec.）[36]
- 満を持して（2024年5月27日、集英社［週プレ PHOTO BOOK］、撮影：西條彰仁）[37]
- ヤンマガアザーっす！＜YM2024年18号未公開カット＞（2024年6月7日、講談社［ヤンマガデジタル写真集］、撮影：前康輔）[38]
- サマーメモリー（2024年6月14日、講談社［FRIDAYデジタル写真集］、撮影：Takeo Dec.）[39]
- ヤンマガアザーっす！＜YM2024年33号未公開カット＞（2024年9月20日、講談社［ヤンマガデジタル写真集］、撮影：LUCKMAN）[40]
- 心のBluetooth〜prologue〜（2024年9月2日、集英社［週プレ PHOTO BOOK］、撮影：青山裕企）[41]
- ヤンマガアザーっす！＜YM2024年44号未公開カット＞（2024年11月29日、講談社［ヤンマガデジタル写真集］、撮影：LUCKMAN）[42]
- Inaism オール未公開Edition（2024年12月13日、講談社、撮影：Takeo Dec.）[43]
- スーパーノヴァ（2024年12月20日、講談社［FRIDAYデジタル写真集］、撮影：Takeo Dec.）[44]
- クロニクル未公開カット（2025年2月7日、講談社［FRIDAYデジタル写真集］、撮影：Takeo Dec.）[45]